# ザ・放送ヲ阻止セヨ!!これ知られたら芸能界明日から生きてけない絶体絶命スペシャル!
ザ・放送ヲ阻止セヨ!!これ知られたら芸能界明日から生きてけない絶体絶命スペシャル!（ざほうそうをそしせよこれしられたらげいのうかいあすからいけてけないぜったいぜつめいすぺしゃる）は、改編期に放送されていたTBS系列の特別番組。
2005年7月12日～7月21日の深夜番組『企画工場なりあがり』でパイロット版が製作。第2弾は2006年1月5日木曜夜9時台に、第3弾は2006年3月29日水曜夜6時55分に、第4弾は2008年1月9日金曜夜9時からのゴールデンタイム枠で放送された。

## 概要
知られざる過去を持った芸能人が、難問に挑むクイズ番組。芸能人がクイズに不正解するとその芸能人が他人に知られたくない映像が流されるので、クイズに正解しようとゲストの芸能人は必死に止めようとする。焦って不正解になるケースも少なくない。
企画工場なりあがりで全企画中最高視聴率をマークし、企画工場なりあがり発の特別番組としては唯一ゴールデンタイムでシリーズ化（〔ゴールデンタイムで計3回〕2006年上半期に2回放送、正月特番で2回放送）していた。

## ルール
1. まず司会者が出演芸能人の中から、クイズに答えてほしい芸能人を指名。
2. 天の声（あべこうじ）出題の「赤面自分クイズ」に指名された芸能人が答える。問題のジャンルは答える芸能人に関するもので、芸能人プライベート暴きに近い。
3. 不正解であれば、罰として「封印」と書かれた紙が貼られたビデオテープが司会者によってスタジオに用意されたビデオデッキに入れられ、『赤面自分クイズ』に不正解した芸能人の秘蔵映像が公開される。秘蔵映像の中には、原口あきまさらによる再現ドラマや、明らかに放送コードに引っかかり放送不可能なものもある。

## 出演者

### 司会
- 木村郁美（当時・TBSアナウンサー、企画工場なりあがり時のみ）
- 今田耕司 - ゴールデンタイム昇格後
- 久保田智子（当時・TBSアナウンサー） - ゴールデンタイム昇格後

### ゲスト
- 第1弾
  - 森下千里
  - 原口あきまさ
  - スピードワゴン（小沢一敬・井戸田潤）
  - はなわ
  - 前田耕陽
  - クワバタオハラ（くわばたりえ・小原正子）
  - ペナルティ（ワッキー・ヒデ）
  - 磯山さやか

- 第2弾
  - 小野真弓
  - パッション屋良
  - 浜口順子
- 第3弾
  - 品川庄司（庄司智春・品川祐）
  - 原口あきまさ

- 第4弾
  - 相澤仁美
  - 青田典子
  - アンジャッシュ（児嶋一哉・渡部建）
  - 磯山さやか
  - エド・はるみ
  - 川田利明
  - 小島よしお
  - 嶋大輔
  - 杉浦太陽
  - 竹原慎二
  - 原口あきまさ
  - FUJIWARA（藤本敏史・原西孝幸）
  - ブラックマヨネーズ（小杉竜一・吉田敬）
  - ボビー・オロゴン
  - ムーディ勝山
  - 柳原可奈子

### 天の声
- あべこうじ

### ナレーター
- 石川英郎
- 冬馬由美
- 馬場圭介

## スタッフ
- 構成：桝本壮志、藤井靖大、内田潤、柳しゅうへい、樅野太紀、石坂伸太郎、ゴージャス染谷、野呂エイシロウ、丸山浩司、星野さやか、キシ
- TP：別府忠久
- TD：山田洋和
- CAM：中村純
- VE：船山道夫
- VTR：徳永一馬
- AUD：西田敬
- LD：笹川満
- ロケ技術：高木鋭作（フライングトゥ）
- VTR編集：高羽英揮
- MA：榊枝一也
- 音響効果：高取謙
- 美術プロデューサー：金子俊彦
- 美術デザイン：藤井豊
- 美術制作：大木章子
- 装置：相良比佐夫
- 電飾：斎藤貴之
- オブジェ：橋本由子
- 装飾：平林千栄子
- アクリル装飾：鈴木正樹
- ヘアーメイク：アーツ
- 宣伝：井田香帆里（TBS）
- TK：菅生浩子
- AD：森川高行（ZION）
- AP：長瀬徹（ZION）
- ディレクター：倉田敬之・内田浩・田辺昌邦・福岡隆幸・高橋政光・野村貢一郎・中西裕樹（ZION）
- 監修：花岡圭一郎（ZION）
- 総合演出：諏訪一三（ZION）
- プロデューサー：櫟本憲勝（TBS）、小山伸一・柳井誠也・石原由季子（ZION）
- チーフプロデューサー：利根川展（TBS）
- 技術協力：池田屋、阿呍、交音社
- 制作協力：ZION
- 制作：TBSテレビ
- 製作著作：TBS

## 関連番組
- 企画工場なりあがり